# Thú nhân

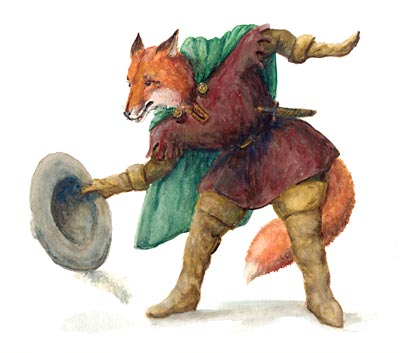
Thú nhân kiểu mẫu: mặc quần áo, đứng thẳng, dùng tay cầm đồ vật

Thú nhân (Therianthropy) hay người thú là các chủng loài hư cấu xuất hiện trong các tác phẩm văn học, trò chơi, phim ảnh thể loại kỳ ảo / khoa học viễn tưởng; thông thường, thú nhân là những giống loài mang đồng thời các đặc trưng của động vật (miệng lớn, cơ thể phủ lông, đuôi, tai động vật,...) và con người (đứng thẳng, đi bằng hai chân, cầm đồ vật bằng tay, biết nói chuyện), thậm chí có khả năng tư duy tương tự loài người.
Thú nhân trong các tác phẩm khoa học viễn tưởng / kỳ ảo có khi được đặt giả thiết là có chỉ số thông minh thấp hơn con người, nhưng lại có ưu thế nổi trội về thể chất (sức bật lớn, động tác nhanh nhẹn,...); nhưng nói chung, thú nhân trong các tác phẩm khác nhau không có thiết lập cố định, tùy theo tác giả mà có sự khác biệt.

## Nguồn gốc và tính chất

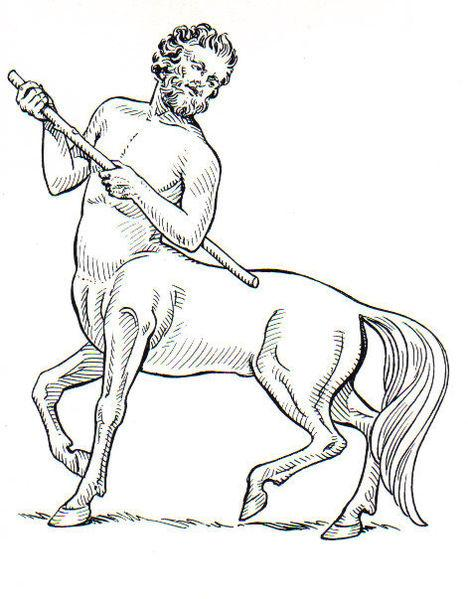
Bán nhân mã, thú nhân trong thần thoại Hy Lạp

## Hình ảnh

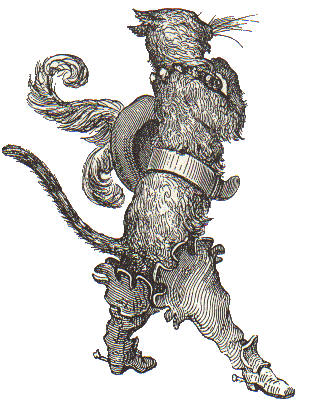
Yêu tinh mèo trong truyền thuyết Scotland và Ireland.
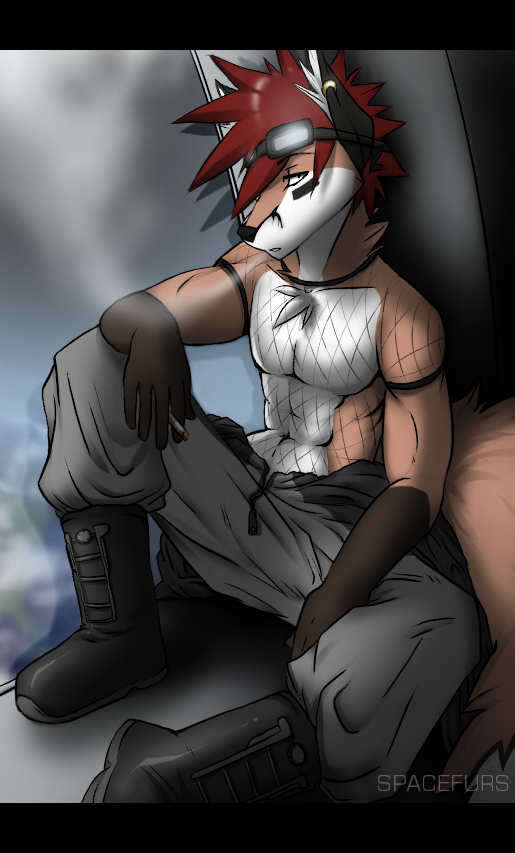
Thú nhân nam hồ ly
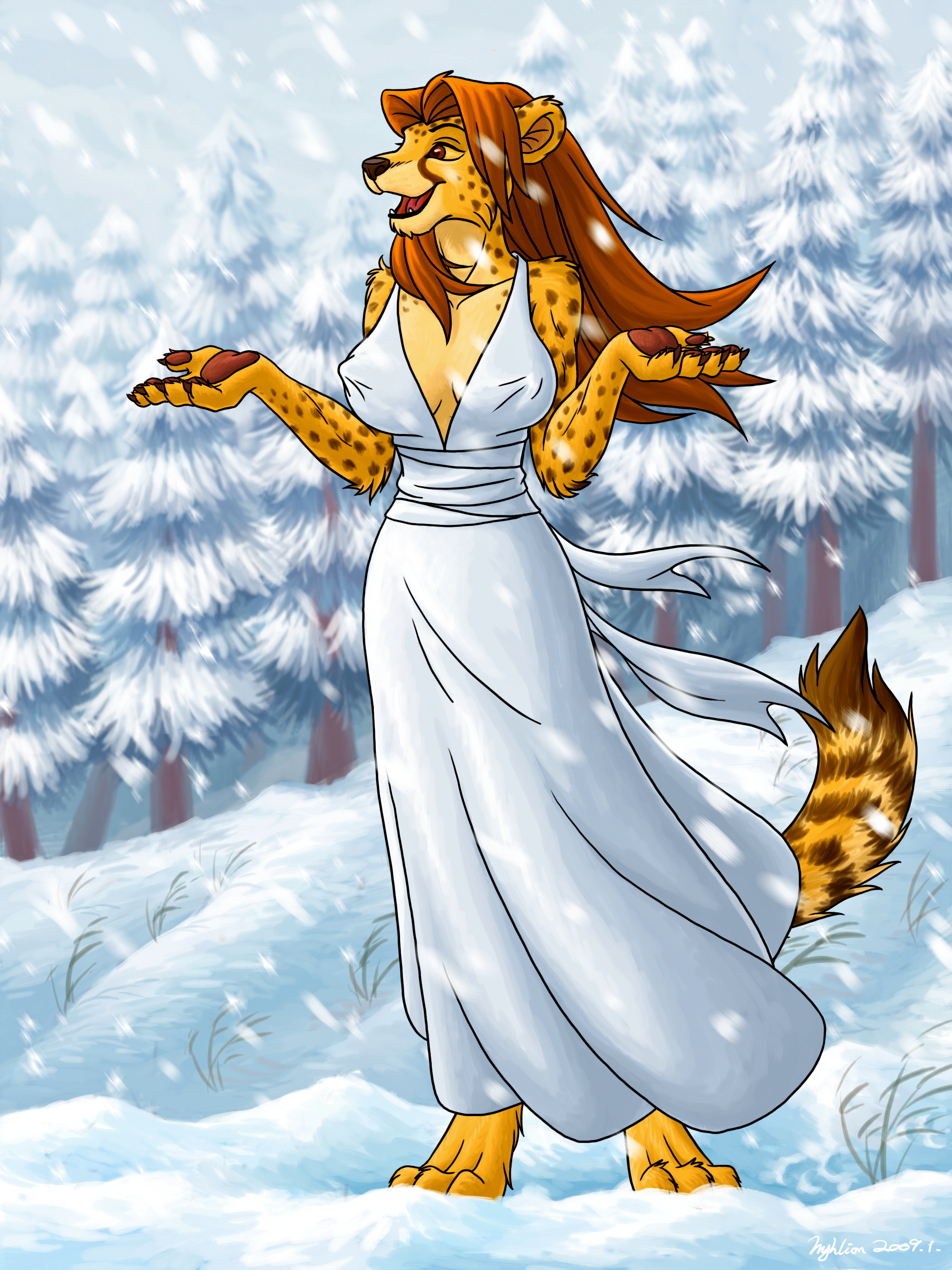
Thú nhân nữ báo